# Prefettura di Koubia
Koubia è una prefettura della Guinea nella regione di Labé, con capoluogo Koubia.
La prefettura è divisa in 6 sottoprefetture:
- Fafaya
- Gadha-Woundou
- Koubia
- Matakaou
- Missira
- Pilimini